# Cephaloidophora maculata
Cephaloidophora maculata is een soort in de taxonomische indeling van de Myzozoa, een stam van microscopische parasitaire dieren. Het organisme komt uit het geslacht Cephaloidophora en behoort tot de familie Cephaloidophoridae. Cephaloidophora maculata werd in 1911 ontdekt door Léger & Dubosq.